# Болевой порог (фильм)
«Болевой порог» — российский художественный фильм режиссёра Андрея Симонова. Премьера фильма в России состоялась 10 октября 2019 года. Телевизионная премьера фильма состоялась 26 ноября 2021 года на телеканале НТВ.

## Сюжет
В результате скандального ДТП четверо москвичей — двое друзей и их девушки — вынуждены уехать из столицы в Горный Алтай. Они хотят расслабиться и отдохнуть, но вновь попадают в экстремальную ситуацию, где каждый проявит свой характер и столкнется с собственными демонами. На кону — дружба, любовь и сама возможность остаться в живых. Натурные съемки проходили на территории Республики Алтай, на Чуйском тракте, на реке Катунь и Чуя.

## В ролях
| Актёр               | Роль                 |
| ------------------- | -------------------- |
| Кирилл Комаров      | Сергей               |
| Наталья Скоморохова | Таня                 |
| Роман Курцын        | Кирилл               |
| Арина Постникова    | Лена                 |
| Олег Фомин          | Владимир             |
| Григорий Чабан      | Алексей              |
| Александр Голубков  | Паша                 |
| Евгений Атарик      | Николай              |
| Тарас Анисимов      | водитель             |
| Евгений Мундум      | инструктор           |
| Виталий Хаев        | хозяин ночного клуба |
| Алексей Вертков     | решала               |
| Алексей Дерябкин    | сотрудник ДПС        |
| Айастан Мерюшев     | мальчик              |